# Le Port (Ariège)
Le Port ist eine französische Gemeinde mit 167 Einwohnern (Stand 1. Januar 2022) im Département Ariège in der Region Okzitanien. Sie gehört zum Kanton Couserans Est und zum Arrondissement Saint-Girons.
Nachbargemeinden sind Massat im Norden, Rabat-les-Trois-Seigneurs im Osten, Val-de-Sos im Südosten, Auzat im Süden, Aulus-les-Bains im Südwesten und Ercé im Westen.

## Bevölkerungsentwicklung

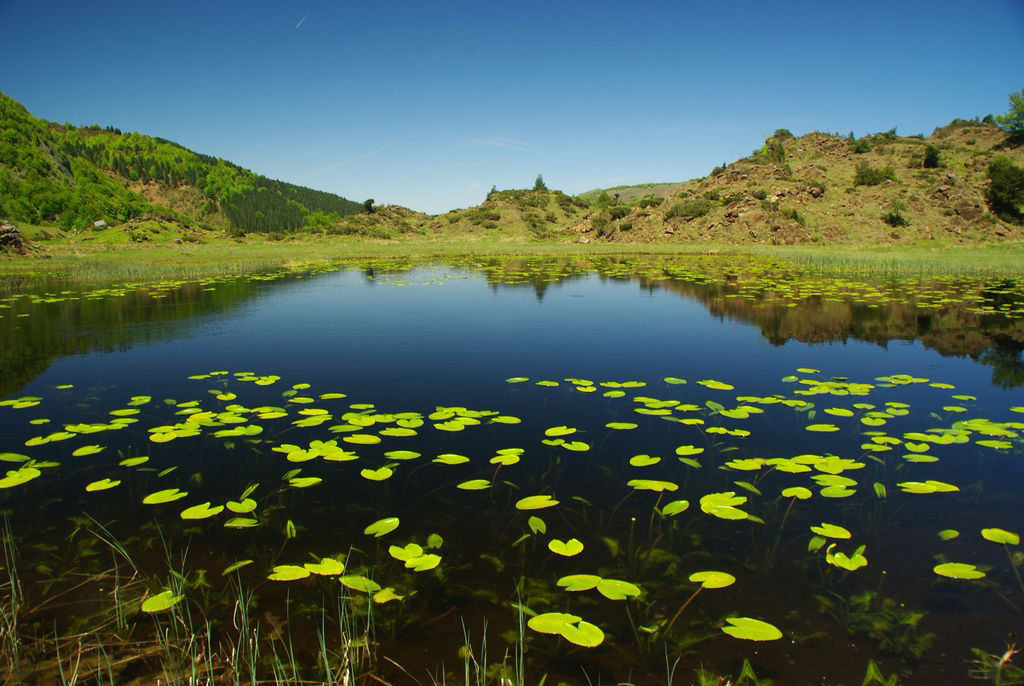
Debirgssee L’Estagnon

| Jahr                       | 1962 | 1968 | 1975 | 1982 | 1990 | 1999 | 2008 | 2015 |
| -------------------------- | ---- | ---- | ---- | ---- | ---- | ---- | ---- | ---- |
| Einwohner                  | 290  | 211  | 188  | 198  | 183  | 190  | 204  | 150  |
| Quellen: Cassini und INSEE |      |      |      |      |      |      |      |      |